# Езанатоля
Езанато̀ля (на италиански: Esanatoglia) е село и община в Централна Италия, провинция Мачерата, регион Марке. Разположено е на 495 m надморска височина. Населението на общината е 2194 души (към 2010 г.).